# Anders Høeg Nissen
 Der er for få eller ingen kildehenvisninger i denne artikel, hvilket er et problem. Du kan hjælpe ved at angive troværdige kilder til de påstande, som fremføres i artiklen.

Anders Høeg Nissen (født 13. juli 1971) er en dansk journalist, radioproducent, vært og forfatter m.m..

## Uddannelse
Nissen er student fra Vestfyns Gymnasium i 1989. Herefter blev han bachelor i litteratur- og medievidenskab på Københavns Universitet i 1995. Derudover er han selvlært.

## Karriere
Anders Høeg Nissen har arbejdet som freelancejournalist på bl.a. Filmkalenderen, Jyllands-Posten og Thura Film. Fra 2000 til 2017 har han været vært, reporter og producer i Danmarks Radio. Fra 2000 til 2005 var han fast vært på P1-programmet Harddisken. Mellem 2005 og 2007 var han dels udviklingsredaktør, dels vært på Videnskabens Verden og journalist på Viden Om. I 2007 vendte han tilbage til Harddisken, hvor han var fast vært sammen med Henrik Føhns til 2017. Derudover bruges han jævnligt som speaker på DR's tv-programmer.
Anders Høeg Nissen er forfatter til en bog om selv-tracking, og medforfatter til bogen DANMARK I RUMMET sammen med Tina Ibsen. 
Nissen har siden 2019 været vært på podcasten RumSnak sammen med astrofysiker Tina Ibsen. I 2024 modtog de podcastprisen for årets uafhængige podcast.
Nissen og Henrik Føhns modtog Kryger-prisen i november 2014.